# 2174 Asmodeus
2174 Asmodeus је астероид главног астероидног појаса са средњом удаљеношћу од Сунца која износи 2,539 астрономских јединица (АЈ).
Апсолутна магнитуда астероида је 13,7.